# Anthemounta
Anthemountas (in greco Ανθεμούντας?) è un ex comune della Grecia nella periferia della Macedonia Centrale di 4 540 abitanti secondo i dati del censimento 2001.
È stato soppresso a seguito della riforma amministrativa, detta piano Kallikratis, in vigore dal gennaio 2011 ed è ora compreso nel comune di Polygyros.
Il centro principale è Galatista. Si trova sulle pendici sud occidentali del Chortiatis, a circa 500 m s.l.m., e domina la valle superiore dell'Anthemountas, che sfocia nel golfo di Salonicco, presso il relativo aeroporto internazionale.